# جوليا لاثروب
جوليا كليفورد أثروب (بالإنجليزية: Julia Lathrop) (29 يونيو 1858 –15 أبريل 1932) كانت مصلحة اجتماعية أمريكية في مجال التعليم، والسياسة الاجتماعية، والرعاية الاجتماعية للأطفال - وكانت مديرا لمكتب الولايات المتحدة للطفولة 1912-1922، وكانت أول امرأة ترأس المكتب الاتحادي للولايات المتحدة الأمريكية.

## حياتها
ولدت في في روكفورد، ألينوي حيث ساعد والد جوليا وهو محام وصديق شخصي لإبراهام لينكولن في إنشاء الحزب الجمهوري وخدم في المجلس التشريعي للولاية (1856-1857) والكونغرس (1877-1879) . كانت أمها المنادية بمنح المرأة حق الاقتراع ونشطت في أنشطة حقوق المرأة في روكفورد وتخرجت من الدرجة الأولى في المدرسة النسائية من روكفورد. ]

## روابط خارجية
- جوليا لاثروب على موقع الموسوعة البريطانية (الإنجليزية)